# Tuguridiplosis cordata
Tuguridiplosis cordata är en tvåvingeart som beskrevs av Fedotova 2005. Tuguridiplosis cordata ingår i släktet Tuguridiplosis och familjen gallmyggor. Inga underarter finns listade i Catalogue of Life.